# أورلاندو مارتينيز
أورلاندو مارتينيز (مواليد 2 سبتمبر 1944) هو ملاكم كوبي، مثّل بلاده في الألعاب الأولمبية الصيفية في دورات 1968 و1972 و1976.

## روابط خارجية
- أورلاندو مارتينيز على موقع بوكس ريك (الإنجليزية) (registration required)
- أورلاندو مارتينيز على موقع اللجنة الأولمبية الدولية (الإنجليزية)
- أورلاندو مارتينيز على موقع أوليمبيديا (الإنجليزية)